# 埃利奧多拉
埃利奧多拉（葡萄牙語：Heliodora）是一個位於巴西東南部米納斯吉拉斯州的市鎮。

## 外部鏈結
- 官方网站